# 黑珍珠異小鱂
黑珍珠異小鱂，為輻鰭魚綱鯉齒目鯉齒亞目花鳉科的其中一種，分布於中美洲墨西哥Catemaco湖、Grande de Catemaco河流域，體長可達7.2公分，屬肉食性，生活習性不明。

## 擴展閱讀
維基物種上的相關：黑珍珠異小鱂